# Paul Fouad Tabet
Paul Fouad Naïm Tabet (28 de novembro de 1929, Maarab, Líbano; 20 de julho de 2009) foi um clérigo maronita, arcebispo e núncio apostólico.

## Biografia
Paul Fouad Naïm Tabet foi ordenado sacerdote no rito maronita em 22 de dezembro de 1956. Em vista ao trabalho no serviço diplomático da Santa Sé, formou-se na Pontifícia Academia Eclesiástica de Roma.
Em 9 de fevereiro de 1980, o Papa João Paulo II o nomeou Arcebispo Titular pro hac vice de Sinna, Pró-Núncio Apostólico para Bahamas, Barbados, Jamaica e Trinidad e Tobago e Delegado Apostólico para as Antilhas. Foi ordenado bispo em 30 de março de 1980, em Bkerke, Líbano, por Antoine Pierre Khoraiche, Patriarca Maronita de Antioquia; os co-consagradores foram Chucrallah Harb, eparca de Jounieh, e Roland Aboujaoudé, eparca auxiliar de Antioquia.
Em 11 de fevereiro de 1984, foi nomeado Pró-Núncio em Belize e, em 8 de setembro do mesmo ano, transferido como Pró-Núncio na Nigéria. O papa o nomeou em 14 de dezembro de 1991, Observador Permanente da Santa Sé junto às Nações Unidas em Genebra, sucedendo Justo Mullor García. Em 2 de janeiro de 1996, tornou-se Núncio na Grécia.
Arcebispo Tabet foi membro do Comitê Honorário do Prêmio Bios do Alto Comissariado das Nações Unidas para Refugiados.
Em 25 de janeiro de 2005, o Papa João Paulo II aceitou seu pedido de renúncia devido à idade.